# ジェームズ・フランシスカス
ジェームズ・フランシスカス (James Franciscus, 1934年1月31日 - 1991年7月8日) はアメリカ合衆国の映画俳優、脚本家、製作者。テレビドラマへの出演も数多い。身長179センチ。

## 略歴
ミズーリ州クレイトン出身。イェール大学卒。1958年から放送開始のABCの刑事ドラマ『裸の町』に出演して知られるようになり、以後数多くのテレビシリーズに出演する。
映画俳優としてはジョン・スタージェス監督の『宇宙からの脱出』（1969年）やテッド・ポスト監督の『続・猿の惑星』（1970年）辺りが出世作となった。また、プロデューサーとしても意欲を見せ、テレビ映画『赤い仔馬』（1973年）には製作としてクレジットされている。
当時のハリウッド俳優の多くがイタリア映画へ出演した例に漏れなく、彼もダリオ・アルジェント監督の『わたしは目撃者』（1971年）に出演した。後年、アントニオ・マルゲリーティ監督の『キラーフィッシュ（恐怖の人喰い魚群）』（1978年/未/テレビ放映/ビデオ）の敵役やルッジェロ・デオダート監督の『コンコルド（マッハからの脱出/コンコルド）』（1979年）の主役を演じた。
イタリア映画へも精力的に出演する中、カナダ映画『シティ・オン・ファイアー』（1979年）ではバリー・ニューマン・やヘンリー・フォンダ、エーヴァ・ガードナー、シェリー・ウィンタース、レスリー・ニールセンらといった大物俳優と共演し、パニック映画の挽歌的な『世界崩壊の序曲』（1980年）にも起用された。また、テレビシリーズのゲスト出演も並行して数本ほどこなしている。
その後、病気がちな状態から出演作は激減し、1991年7月8日、肺気腫のため、カリフォルニア州ノースハリウッドで死去。57歳。

## 主な出演作品

### 映画
| 公開年 | 邦題 原題                                                                                            | 役名                    | 備考       |
| ------ | --- | ----------------------- | ---------- |
| 1961   | 硫黄島の英雄 The Outsider                                                                            | ジェームズ・ソレンソン  |            |
| 1962   | 第二次世界大戦秘話 白馬奪回作戦 Miracle of the White Stallions                                       | ホフマン少佐            |            |
| 1965   | 若き日の恋 Youngblood Hawke                                                                          | ヤングブラッド・ホーク  |            |
| 1969   | 恐竜グワンジ The Valley of Gwangi                                                                    | タック・カービー        |            |
| 1969   | 地獄の艦隊 Hell Boats                                                                                | ジェフォーズ少佐        |            |
| 1969   | 宇宙からの脱出 Marooned                                                                              | クレイトン・ストーン    |            |
| 1970   | 続・猿の惑星 Beneath the Planet of the Apes                                                          | ジョン・ブレント        |            |
| 1970   | 真夜中の目撃者 Night Slaves                                                                          | クレイ・ハワード        | テレビ映画 |
| 1971   | わたしは目撃者 Il gatto a nove code                                                                  | カルロ・ジョルダーニ    |            |
| 1973   | かもめのジョナサン Jonathan Livingston Seagull                                                       | かもめのジョナサン      | 声の出演   |
| 1974   | アロハはさよならの意味 Aloha Means Goodbye                                                           | ローレンス・ マドックス | テレビ映画 |
| 1976   | 他人の向う側/私の家に見知らぬもう一人の妻がいる（ハネムーン・クライシス） One of My Wives Is Missing | ダニエル・コーバン      | テレビ映画 |
| 1976   | ドーベルマン・ギャング III The Amazing Dobermans                                                     | ラッキー                |            |
| 1978   | 愛はエーゲ海に燃ゆ The Greek Tycoon                                                                  | ジェームズ・キャシディ  |            |
| 1978   | 暗黒殺人指令 Good Guys Wear Black                                                                    | コンラッド・モーガン    |            |
| 1978   | 燃える世界の男 The Pirate                                                                            | ディック・ キャリエッジ | テレビ映画 |
| 1978   | 殺しのパズル Puzzle                                                                                  | ハリー・スコット        | テレビ映画 |
| 1979   | コンコルド Concorde Affair                                                                           | モーゼス・ブロディ      |            |
| 1979   | シティ・オン・ファイア City on Fire                                                                  | ジンボ                  |            |
| 1979   | キラーフィッシュ Killer Fish                                                                         | ポール・ディラー        |            |
| 1980   | 世界崩壊の序曲 When Time Ran Out                                                                     | ボブ・スパングラー      |            |
| 1980   | ナイトキル Nightkill                                                                                 | スティーヴ・フルトン    |            |
| 1981   | ジョーズ・リターンズ L'ultimo squalo                                                                 | ピーター・ベントン      |            |
| 1981   | ジャクリーン・ケネディ物語 Jacqueline Bouvier Kennedy                                                | ジョン・F・ケネディ     | テレビ映画 |
| 1985   | KGB/モスクワの陰謀 Secret Weapons                                                                    | Viktor Khudenko         | テレビ映画 |

### テレビドラマ
| 公開年    | 邦題 原題                               | 役名                     | 備考               |
| --------- | --------------------------------------- | ------------------------ | ------------------ |
| 1958-1959 | 裸の町 Naked City                       | ジミー・ハロラン刑事     | 主演、39エピソード |
| 1961      | クライム13 The Investigators            | ラス・アンドリュース     | 主演、13エピソード |
| 1963-1965 | ミスター・ノバック Mr. Novak            | ジョン・ノバック         | 主演、60エピソード |
| 1971-1972 | 復讐の鬼探偵ロングストリート Longstreet | マイク・ロングストリート | 主演、24エピソード |
| 1973-1974 | ドク・エリオット Doc Elliot             | ベンジャミン・エリオット | 主演、15エピソード |
| 1976-1977 | Hunter                                  | ジェームズ・ハンター     | 主演、13エピソード |

## 参照
1. ↑  “James Franciscus Is Dead at 57; Played Lead Roles on TV Series” (英語). ニューヨーク・タイムズ (AP通信). (1991年7月10日) 2010年8月11日閲覧。